# Halophila sulawesii
Halophila sulawesii är en dybladsväxtart som beskrevs av J.Kuo. Halophila sulawesii ingår i släktet Halophila och familjen dybladsväxter. IUCN kategoriserar arten globalt som otillräckligt studerad.
Artens utbredningsområde är Sulawesi. Inga underarter finns listade.